# Ingénierie des structures
 (mai 2025).
La mise en forme du texte ne suit pas les recommandations de Wikipédia : il faut le « wikifier ».
Les points d'amélioration suivants sont les cas les plus fréquents. Le détail des points à revoir est peut-être précisé sur la page de discussion.
- Les titres sont pré-formatés par le logiciel. Ils ne sont ni en capitales, ni en gras.
- Le texte ne doit pas être écrit en capitales (les noms de famille non plus), ni en gras, ni en italique, ni en « petit »…
- Le gras n'est utilisé que pour surligner le titre de l'article dans l'introduction, une seule fois.
- L'italique est rarement utilisé : mots en langue étrangère, titres d'œuvres, noms de bateaux, etc.
- Les citations ne sont pas en italique mais en corps de texte normal. Elles sont entourées par des guillemets français : « et ».
- Les listes à puces sont à éviter, des paragraphes rédigés étant largement préférés. Les tableaux sont à réserver à la présentation de données structurées (résultats, etc.).
- Les appels de note de bas de page (petits chiffres en exposant, introduits par l'outil «  Source ») sont à placer entre la fin de phrase et le point final[comme ça].
- Les liens internes (vers d'autres articles de Wikipédia) sont à choisir avec parcimonie. Créez des liens vers des articles approfondissant le sujet. Les termes génériques sans rapport avec le sujet sont à éviter, ainsi que les répétitions de liens vers un même terme.
- Les liens externes sont à placer uniquement dans une section « Liens externes », à la fin de l'article. Ces liens sont à choisir avec parcimonie suivant les règles définies. Si un lien sert de source à l'article, son insertion dans le texte est à faire par les notes de bas de page.
- La présentation des références doit suivre les conventions bibliographiques. Il est recommandé d'utiliser les modèles {{Ouvrage}}, {{Chapitre}}, {{Article}}, {{Lien web}} et/ou {{Bibliographie}}. Le mode d'édition visuel peut mettre en forme automatiquement les références.
- Insérer une infobox (cadre d'informations à droite) n'est pas obligatoire pour parachever la mise en page.

Pour une aide détaillée, merci de consulter Aide:Wikification.
Si vous pensez que ces points ont été résolus, vous pouvez retirer ce bandeau et améliorer la mise en forme d'un autre article.
 (août 2024).
L'ingénierie des structures est un domaine de l'ingénierie et plus particulièrement du génie civil, traitant de la stabilité des constructions (conception et de l'analyse des structures).
Une structure est soumise à différentes actions, permanentes ou variables dans le temps, statiques ou dynamiques, de nature mécanique ou thermique, et sa conception vise à satisfaire certains critères vis-à-vis de ces actions :
- Sécurité : sa résistance, son équilibre et sa stabilité doivent être assurés avec une probabilité choisie ;
- Performance : son fonctionnement et le confort associés doivent être garantis pour une durée suffisante ;
- Durabilité : la dégradation de la structure dans le temps doit être limitée et maîtrisée pour satisfaire les deux premiers critères.

Les structures rencontrées le plus fréquemment sont les bâtiments et les ouvrages d'art, mais l'ingénierie des structures s'intéresse également à la conception d'ouvrages souterrains, de machines, de bateaux, de structures maritimes, ou de toute autre construction dont l'intégrité structurale est déterminante.

## Actions sur les structures
Les actions qui agissent sur les structures sont catégorisées et normées. Les principales sont :
Le poids propre
Il s'agit du poids de la structure elle-même. Par exemple, le béton armé pèse 2500 kg/m³, l'acier 7850 kg/m³, le bois de construction (résineux) 500 kg/m³.
(En France, la norme NF P 06.004 donne une liste quasi-exhaustive des densités des matériaux utilisés en génie civil. Depuis le 25 mars 2009, cette norme a été remplacée par la norme NF P06-111-2/A1.)
Les charges permanentes (G)
Il s'agit de l'équipement de l'ouvrage (les revêtements, les cloisons, les installations techniques) qui sera en permanence associé à la structure (pas de variation temporelle).
Pour des bureaux, elles sont habituellement de 100 daN/m².
(En France, la norme NF P 06.004 indique les densités des matériaux utilisés en construction de bâtiments.)
Les charges d'exploitation (Q)
Ce sont les charges venant de l'utilisation de l'ouvrage. Par exemple, le poids des piétons, celui du trafic routier sur un pont, l'utilisation des bureaux (personnes et mobilier) ou le poids des voitures dans un parking en font partie. Il est également possible de considérer certaines de ces charges (mobiles) comme des charges variant dans le temps et l'espace pour en tirer une analyse dynamique.
Pour des bureaux, elles sont habituellement de 250 daN/m².
(En France, la norme NF P 06.001 décrit pour chaque local de chaque type d'ouvrage les charges à prendre en compte.)
Les charges climatiques
les efforts dus au vent ou à la neige appelés.
Ces charges sont déterminées en Europe à l'aide de l'Eurocode 1 et étaient en France calculées grâce aux normes NV65 N84 modifiées 2000.
Les charges sismiques
Les efforts entraînés par un séisme sont de nature dynamique et sollicitent les ouvrages de manière très particulière.
(En France, norme PS92 qui sera progressivement remplacé par l'Eurocode 8.)